# Фридрих, Томас (математик)
То́мас Фри́дрих (нем. Thomas Friedrich; 12 октября 1949, Шкойдиц — 27 февраля 2018, Марбург) — выдающийся восточногерманский (позднее немецкий) математик, специалист в области дифференциальной геометрии.

## Биографические сведения
Родился в Шкойдице, пригороде Лейпцига, всего через пять дней после провозглашения Германской Демократической Республики, в семье Курта Фридриха и Рут Фридрих (урождённой Шильдкнехт). Отец Томаса сражался на Восточном фронте, попал в плен под Сталинградом и вернулся на родину в 1948 году. Наблюдая, как родители по вечерам ведут бухгалтерию (они содержали в Лейпциге небольшую продуктовую лавку), Томас научился делать вычисления в возрасте трёх лет. Из-за отличной успеваемости по математике и естественным наукам в школе, после восьмого класса ему было рекомендовано поступить в Erweiterte Oberschule, четырёхлетнюю школу для подготовки к поступлению в университет, существовавшие тогда в ГДР. Обучение наукам в них совмещалось с профессиональным образованием, и Фридрих мог бы стать инженером охлаждающих систем, если бы его учитель математики не посоветовал ему поступить после неё на рабфак (нем. Arbeiter-und-Bauern-Fakultät) в университете Галле.
Рабфаки в ГДР существенно отличались от советских заведений того же имени: они занимались подготовкой к университету студентов, чьё среднее обучение было прервано войной. К середине 1960-х они выполнили свою функцию и были в основном закрыты, но рабфак в Галле превратился в своеобразный интернат для подготовки лучших учеников к обучению в странах народной демократии. Фридрих в 1968 году был отправлен в составе группы восточногерманских студентов во Вроцлав, где читали лекции такие учёные, как Владислав Наркевич, Чеслав Рылль-Нардзевский и Анджей Хуляницкий. Непосредственным руководителем Фридриха был адъюнкт Роман Дуда, в будущем вице-министр народного просвещения Польши и ректор Вроцлавского университета. Повлиял на Фридриха также тополог и дифференциальный геометр Витольд Ротер, работавший тогда во Вроцлаве.
С 1973 году Фридрих получил диплом с отличием, и переехал в Берлин, став учеником Рольфа Суланке. Через год он защитил диссертацию (Dr. rer. nat.) по теме Eine Verallgemeinerung der Morse-Theorie und ihre Anwendungen auf die Integralkrümmungen (рус. Обобщение теории Морса и его приложения к интегральным кривизнам). 1977—1978 учебный год Фридрих провёл в МГУ им. Ломоносова; позже он также часто посещал его. В 1979 году Фридрих защитил диссертацию (Dr. sc. nat.) по теме Einige differentialgeometrische Untersuchungen des Dirac-Operators einer Riemannschen Mannigfaltigkeit (рус. Дифференциально-геометрические изыскания касательно оператора Дирака на римановом многообразии). В 1980 году стал доцентом.
Много сил положил Фридрих на налаживание научных контактов между странами по разные стороны Железного занавеса. В 1981 году ему удалось организовать конференцию Differential Geometry and Global Analysis в Гарвице, которую посетили многие математики как из стран Восточного блока (Юрий Иванович Манин, Александр Сергеевич Мищенко, сам Фридрих, Тадеуш Иванец), так и капиталистических стран (Костант, Клингенберг, Кёйпер, Хельгасон). В 1983 году после долгих приготовлений ему удалось наладить выпуск англоязычного журнала Annals of Global Analysis and Geometry, посвящённый области интересов Фридриха, который распространялся как на западе, так и в социалистических странах. Его главным редактором Фридрих пробыл до 2014 года.
Фридрих был убеждённым коммунистом, однако испытывал трудности при восточногерманском режиме, и признавал необходимость изменений, полагая, что постепенное объединение двух Германий будет наиболее удачным выходом. После объединения Германии новая власть поступила с академическими заведениями бывшей ГДР весьма сурово: была ликвидирована Академия наук ГДР и её математический институт Вейерштрасса (позже он был восстановлен в сильно урезанном виде и без какой-либо академической преемственности), все профессора в Университете Гумбольдта, в том числе и Фридрих, были лишены позиций и были вынуждены подаваться на них вновь, были отменены аспирантские гранты. Фридрих тяжело переживал это время, но вместе с тем впоследствии отзывался о нём как о наиболее удобном и свободном в организационном плане: старая бюрократия была отстранена от дел, а новая не вступила в силу.
В 2008 году Фридрих получил должность полного профессора в Марбурге. Он продолжал некоторое время преподавать и в Берлине, но из-за всё ухудшающегося здоровья не мог работать на полный график, и в конце концов в 2015 году уволился из Университета Гумбольдта. В 2017 году у Фридриха был обнаружен рак лёгкого, а зимой 2018 года он тяжело простудился. Осложнения, вызванные простудой, привели к тому, что 27 февраля 2018 года Фридрих умер.

## Личная жизнь
- жена — Божена Фридрих, урождённая Велох (с 1972), однокурсница Фридриха во Вроцлаве
  - дети Микаэль и Стефан
- жена — Илка Агрикола (с 2003), бывшая аспирантка Фридриха
  - сын Юлиус Фридрих Агрикола.

Фридрих имел тесные связи с Польшей, считал её своей научной «второй родиной»: из Польши происходила его первая жена, Фридрих часто посещал Центр Банаха в Варшаве. В 2019 году в конференционном центре Математического института Польской академии наук в Бендлево (недалеко от Познани) прошла мемориальная конференция памяти Томаса Фридриха.

## Научные достижения
Оператор Дирака был введён Дираком в 1928 году для описания частиц со спином 1/2. Шрёдингер рассматривал его локально на римановых многообразиях, и вывел формулу, связывающую квадрат оператора Дирака с оператором Лапласа — Бельтрами: {\displaystyle D^{2}=\Delta +{\frac {1}{4}}Sc,} где {\displaystyle Sc} — скалярная кривизна римановой метрики (рассматриваемая в этой формуле как оператор умножения на функцию). Позже эту формулу в чисто математическом контексте переоткрыл Лихнерович. Поскольку оператор Лапласа положителен, из неё следует, что собственные значения {\displaystyle \lambda } оператора Дирака на компактных спиновых многообразиях (условие спиновости необходимо, чтобы оператор Дирака был глобально определён) можно оценить снизу через минимум скалярной кривизны как {\displaystyle \lambda ^{2}\geqslant \min(Sc)/4}. В 1980 году Фридрих установил, что для компактных спиновых многообразий положительной скалярной кривизны это неравенство никогда не обращается в равенство: имеет место неравенство {\displaystyle \lambda ^{2}\geqslant {\frac {n}{4(n-1)}}\min(Sc)}.
Многообразия, для которых неравенство Фридриха обращается в равенство, как следует из доказательства, являются эйнштейновыми многообразиями (то есть их кривизна Риччи пропорциональна метрике), допускающими киллингов спинор. Фридрих, Кат и Груневальд получили классификацию таких многообразий в размерностях от четырёх до восьми. Неравенство Фридриха в этих случаях обращается в равенство на многообразиях со специальной геометрией: именно, на римановых многообразиях, допускающих метрическую связность с кручением, голономия которой содержится в группах {\displaystyle \mathrm {SU} (3)} или {\displaystyle \mathrm {G} _{2}} (но которая вместе с тем не является связностью Леви-Чивиты). Эти специальные геометрии имеют приложения к суперструнным теориям в физике, и Фридрих и его ученики много занимались геометрией таких многообразий.
Вместе с тем, во многих классических случаях (например, на кэлеровых многообразиях), как было скоро показано, неравенство Фридриха никогда не обращается в равенство.

## Избранная библиография
Статьи:
- m-Funktionen und ihre Anwendung auf die totale Absolutkrümmung, Math. Nachr. 67 (1975), 281–301.
- Der erste Eigenwert des Dirac Operators einer kompakten, Riemannschen Mannigfaltigkeit nichtnegativer Skalarkrümmung, Math. Nachr. 97 (1980), 117–146.
- совм. с Г. Курке: Compact four-dimensional self-dual Einstein manifolds with positive scalar curvature, Math. Nachr. 106 (1982), 271–299.
- On surfaces in four-spaces, Ann. Glob. Anal. Geom. 2 (1984), 257–287.
- Die Fisher-Information und symplektische Strukturen, Math. Nachr. 153 (1991), 273–296.
- совм. с И. Кат, А. Моруяну и У. Земмельманом: On nearly parallel G_2-structures, Journ. Geom. Phys. 23 (1997), 259–286.
- On the spinor representation of surfaces in Euclidean 3-spaces, Journ. Geom. Phys. 28 (1998), 143–157.
- совм. с Ы. Чхулкимом: The Einstein-Dirac equation on Riemannian Spin-manifolds, Journ. Geom. Phys. 33 (2000), 128–172.
- совм. с А. Траутманом: Spin spaces, Lipschitz groups and spinor bundles, Ann. Glob. Anal. Geom. 18 (2000), 221–240.
- совм. со С. Ивановым: Parallel spinors and connections with skew-symmetric torsion in string theory, Asian Journ. Math. 6 (2002), 303–336.
- совм. с И. Агриколой: On the holonomy of connections with skew-symmetric torsion, Math. Ann. 328 (2004), 711–748.

Книги:
- Vorlesungen über K-Theorie, Teubner 1978
- совм. с Х. Баум, Р. Груневальдом и И. Кат: Twistors and Killing Spinors on Riemannian Manifolds, Teubner 1991
- Dirac-Operatoren in der Riemannschen Geometrie, Vieweg 1997 (с присовокуплением о теории Зайберга — Виттена; английское издание в AMS Publications 2000)
- совм. с И. Агриколой: Globale Analysis- Differentialformen in Analysis, Geometrie und Physik, Vieweg 2001 (английское издание в AMS Publications 2002), 2. Auflage 2010
- совм. с И. Агриколой: Elementargeometrie, Vieweg 2005 (английское издание в AMS Publications 2008), 4. Auflage 2014

как редактор:
- Self dual Riemannian Geometry and Instantons, Teubner 1981